# Piccadilly Circus (métro de Londres)
Piccadilly Circus (en anglais : Piccadilly Circus tube station, ou Piccadilly Circus Underground station), est une station de la ligne Bakerloo du métro de Londres, en zone 1 Travelcard. Elle est située au centre de la place Piccadilly Circus dans la cité de Westminster, sur le territoire du Grand Londres.
La station est classée Grade II listed building.

## Histoire
La station Piccadilly Circus est mise en service le 10 mars 1906 sur la ligne Bakerloo line et le 15 décembre 1906 sur la ligne Piccadilly line.
L'intensification du trafic après la Première Guerre mondiale amena à réfléchir sur une amélioration de l'équipement de la station. Ainsi, il fut décidé de construire un hall relié à un réseau de souterrains. Elle a été pourvue de onze escalators dans deux couloirs qui mènent aux différents quais de chacune des deux lignes. Les travaux commencèrent en février 1925 et furent achevés en 1928. Le complexe coûta au total un demi millions de livres. Pendant cette période, la célèbre fontaine avec sa statue de l'ange de la charité chrétienne, au centre de la place au-dessus, devait être enlevée à Embankment Gardens. L'ancienne station fut finalement fermée au trafic le 21 juillet 1929 et elle est démolie dans les années 1980 lors de la construction du Haymarket au coin du Piccadilly Circus.

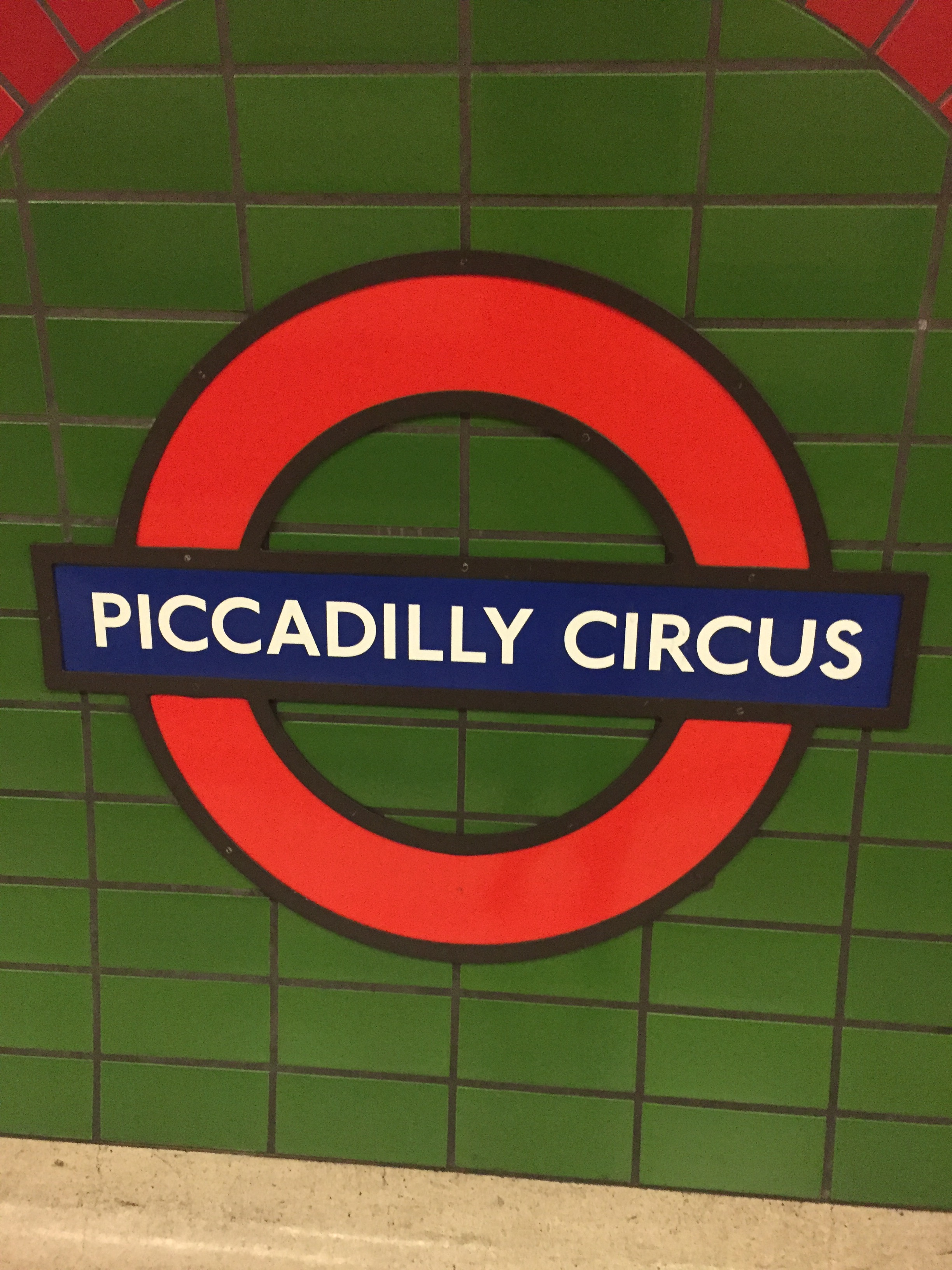
Signé souterrain de Piccadilly Circus.

Metronet, un des trois opérateurs privés du métro londonien (London Underground), a investi quatorze millions de livres sterling pour rénover la station. Les travaux ont duré de mars 2005 au printemps 2007. Les revêtements des sols et des murs et le réseau de vidéo surveillance ont été refaits, en partie ou dans leur totalité, de nouveaux panneaux d'affichage et de nouvelles horloges ont été installés, des points d'aide supplémentaires ont été créés, la luminosité a été augmentée, la station a été rendue plus accessible aux handicapés et enfin les escalators ont été remplacés.

## Services aux voyageurs

### Accès et accueil
L'entrée se fait à chaque coin de Piccadilly Circus. Il s'agit d'une des rares stations de métro de Londres entièrement souterraine et non-associée à un bâtiment en surface.

## À proximité
- Piccadilly Circus, statue de Cupidon armé d'une flèche, au centre de la place éponyme
- Rainforest Cafe